# Euphorbia ammophila
Euphorbia ammophila es una especie fanerógama perteneciente a la familia Euphorbiaceae. Es originaria de   Somalia.

## Descripción
Especie poco suculenta con ramas erectas, poco procumbentes, arrastrándose, con un tamaño de 15 cm de largo, simple o, a veces con 1-3 ramas, cilíndricas, de 8-10 mm de Ø; tallo pequeño pero prominente, de 1-1.5 mm de altura, con 6-8 crestas longitudinales;

## Ecología
Se encuentra en pastizales abiertos en arena suelta en las llanuras costeras a una altitud de hasta 150 metros.
Está relacionada con Euphorbia baradii.

## Taxonomía
Euphorbia ammophila fue descrita por S.Carter & Dioli y publicado en Nordic Journal of Botany 23: 295. 2005.
Etimología
Euphorbia: nombre genérico que deriva del médico griego del rey Juba II de Mauritania (52 a 50 a. C. - 23), Euphorbus, en su honor – o en alusión a su gran vientre –  ya que usaba médicamente Euphorbia resinifera. En 1753 Carlos Linneo asignó el nombre a todo el género.
ammophila: epíteto latino que significa "que vive en la arena".